# سیارک ۲۵۳۰۹
سیارک ۲۵۳۰۹ (به انگلیسی: 25309 Chrisauer، نامگذاری:1998XQ87) بیست و پنج هزار و سیصد و نهمین سیارک کشف شده‌است که در ۱۵ دسامبر ۱۹۹۸ کشف شد.
قدر مطلق سیارک برابر ۱۵.۵ است.